# The Art of Fielding
The Art of Fielding is een roman uit 2011 geschreven door Chad Harbach.
Het boek beschrijft een periode uit het leven van de student en korte stop Henry Skrimshander en zijn honkballoopbaan tijdens zijn collegeperiode, spelend voor het universiteitsteam de Westish College Harpooners. Tijdens een wedstrijd valt een routineworp van zijn hand verkeerd uit en nemen mede hierdoor vijf levens van de mensen om hem heen een andere wending. Het boek verandert per kort hoofdstuk van perspectief waardoor de zes personen telkenmale belicht worden in chronologische voortgang. Het boek werd in 2012 vertaald in het Nederlands door Joris Vermeulen onder de titel De kunst van het veldspel en uitgegeven bij De Bezige Bij.